# Tứ tấu đàn dây

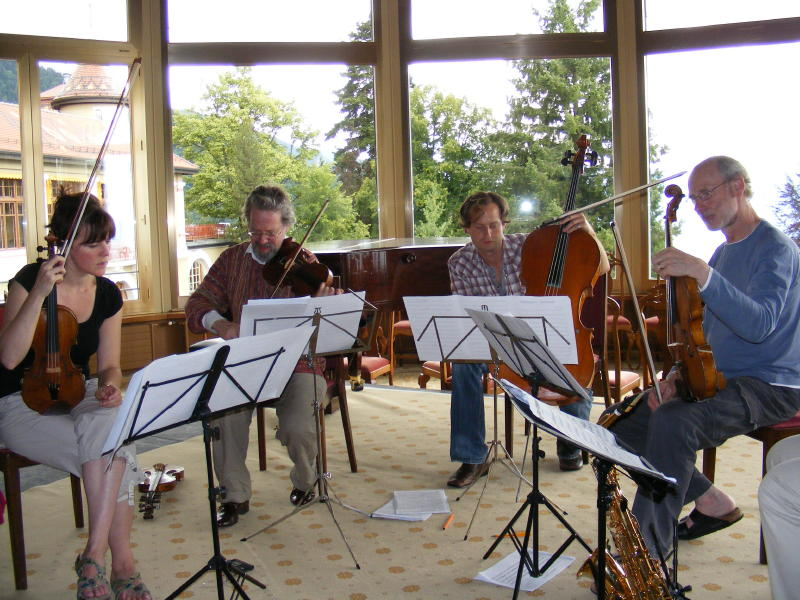
Tứ tấu dây Fitzwilliam

Thuật ngữ tứ tấu đàn dây có thể dùng để chỉ một thể loại sáng tác âm nhạc hoặc một nhóm bốn người chơi đàn dây. Nhiều nhà soạn nhạc từ giữa thế kỷ 18 trở đi đã sáng tác nhiều tác phẩm dành cho tứ tấu đàn dây. Một tứ tấu đàn dây thông thường bao gồm hai nghệ sĩ vĩ cầm, một nghệ sĩ vĩ cầm trầm và một nghệ sĩ trung hồ cầm. 